# Soziale Passagen
Soziale Passagen ist eine deutschsprachige Zeitschrift für Empirie und Theorie Sozialer Arbeit / Sozialpädagogik sowie ein wissenschaftlicher Publikationsort für professionsbezogene Diskussionen. Die Zeitschrift erscheint zweimal im Jahr als Printausgabe im Verlag Springer VS, Wiesbaden. Die Onlineversion ist über den SpringerLink zu erreichen.

## Profil und Aufbau
Gegründet im Jahr 2009 vertreten die Sozialen Passagen den Anspruch, die ganze Breite sozialpädagogischer Theorie und empirischer Forschung zur Sozialen Arbeit zu vertreten. Die Zeitschrift richtet sich an Lehrende und Studierende von Universitäten, Hochschulen und Forschungsinstituten sowie wissenschaftlich orientierte Leitungs- und Fachkräfte in der Sozialen Arbeit (Kinder- und Jugendhilfe, Eingliederungshilfe, Altenhilfe, Behindertenhilfe, Aufsuchende Soziale Arbeit, Jugendarbeit …). Die Sozialen Passagen wollen außerdem interdisziplinäre Perspektiven stärken.
Jede Ausgabe der Zeitschrift umfasst einen Themenschwerpunkt („Blickpunkt“) und ein Forum zur Einreichung freier Beiträge. Darüber hinaus findet sich eine Rubrik mit kurzen Forschungsnotizen und eine eher essayistische Rubrik („Zwischenruf“) für Kommentare und Statements zu aktuellen gesellschaftlichen wie fachpolitischen Entwicklungen und Phänomenen. Die inhaltliche Qualität der publizierten Beiträge ist über ein peer-review-Verfahren gesichert.

## Herausgeber und Redaktion
Die Zeitschrift wird von Karin Bock (Dresden), Karin Böllert (Münster), Rita Braches-Chyrek (Bamberg), Gunther Graßhoff (Hildesheim), Catrin Heite (Zürich), Fabian Kessl (Wuppertal), Sandra Landhäußer (Paderborn), Holger Schoneville (Duisburg-Essen) und Werner Thole (Dortmund) herausgegeben. Der geschäftsführende Herausgeber war bis 2021 Werner Thole, seit 2021 agiert Fabian Kessl in dieser Funktion. In den wissenschaftlichen Beirat der Zeitschrift sind für den Zeitraum von 2022 bis 2027 folgende Personen berufen: Kirsten Aner (Kassel); Pascal Bastian (Koblenz-Landau); Roland Becker-Lenz (Olten); Mechthild Bereswill (Kassel); Doris Bühler-Niederberger (Wuppertal); Margret Dörr (Mainz); Cathleen Grunert (Halle-Wittenberg); Nadia Kutscher (Köln); Stephan Lessenich (Frankfurt a. M.); Ulrike Loch (Bozen); Claudia Machold (Frankfurt a. M.); Heinz-Günter Micheel (Münster); Ingrid Miethe (Gießen); Mike Seckinger (München) und Ulrike Voigtsberger (Hamburg).